# Prefetti della provincia dell'Aquila
Elenco dei prefetti della provincia dell'Aquila a partire dal 1861 ad oggi.

## Regno d'Italia
- Giuseppe Tirelli (22 giugno 1862 - 24 giugno 1863)
- Giuseppe Alasia (24 giugno 1863 - 11 maggio 1865)
- Domenico Marco (11 maggio 1865 - 18 febbraio 1866)
- Giovanni Botteoni (18 febbraio 1866 - 8 giugno 1866)
- Gaetano Coffaro (6 ottobre 1866 - 24 giugno 1869)
- Carlo Bosi (24 giugno 1869 - 23 gennaio 1873)
- Giacomo Ferrari (27 novembre 1873 - 30 marzo 1879)
- Gaetano Pacces (30 marzo 1879 - 29 luglio 1885)
- Guglielmo Capitelli (19 novembre 1885 - 21 settembre 1887)
- Piero Franco (8 gennaio 1888 - 27 gennaio 1890)
- Davide Silvagni (27 gennaio 1890 - 11 giugno 1891)
- Giovanni Rito (11 giugno 1891 - 27 novembre 1891)
- Gerolamo Civilotti (3 dicembre 1891 - 24 marzo 1892)
- Carlo Bacco (29 giugno 1892 - 22 gennaio 1893)
- Camillo Garroni Carbonara (22 gennaio 1893 - 15 luglio 1893)
- Antonio La Mola (23 luglio 1893 - 1 marzo 1895)
- Antonio Pennino (1 marzo 1895 - 29 settembre 1898)
- Giuseppe Fioretti (19 ottobre 1898 - 21 gennaio 1904)
- Francesco Maggiotti (21 gennaio 1904 - 22 aprile 1906)
- Salvatore Colucci (22 aprile 1906 - 11 settembre 1910)
- Mario Rebucci (11 settembre 1910 - 15 dicembre 1910)
- Salvatore Colucci (15 dicembre 1910 - 20 marzo 1913)
- Oreste Scamoni (6 aprile 1913 - 12 aprile 1915)
- Giustino Pera (13 marzo 1915 - 1 settembre 1917)
- Giulio Mencetti (1 settembre 1917 -25 agosto 1919)
- Renato Caveri (25 agosto 1919 - 16 novembre 1920)
- Raffaele Gasbarri (16 novembre 1920 - 6 agosto 1922)
- Giuseppe Sallicano (18 settembre 1922 - 16 luglio 1923)
- Federico Chatelain (16 luglio 1923 - 22 ottobre 1925)
- Aurelio Sbrocca (22 ottobre 1925 - 12 febbraio 1926)
- G. Battista Rivelli (12 febbraio 1926 - 16 settembre 1927)
- Giuseppe Bolis (16 settembre 1927 - 1 febbraio 1929)
- Pietro Carpani (1 febbraio 1929 - 25 gennaio 1930)
- Sebastiano Sacchetti (25 gennaio 1930 - 14 settembre 1934)
- Tommaso Ciampani (14 settembre 1934 - 25 luglio 1935)
- Giovanni Zattera (25 luglio 1935 - 21 agosto 1939)
- Guido Cortese (21 agosto 1939 - 1 agosto 1943)
- Rodolfo Biancorosso (1 agosto 1943 - 10 dicembre 1943)
- Vittorio Manti (10 dicembre 1943 - 10 giugno 1944)
- Francesco Aria (16 ottobre 1944 - 5 maggio 1945)
- G. Battista Pontiglione (5 maggio 1945 - 20 maggio 1947)

## Repubblica italiana
- Luigi Stella (20 maggio 1947 - 2 gennaio 1954)
- Vittorio Passannanti (2 gennaio 1954 - 22 ottobre 1956)
- Ugo Morosi (22 ottobre 1956 - 5 agosto 1957)
- Otello De Gennaro (5 agosto 1957 - 8 ottobre 1958)
- Francesco Blandaleone (8 ottobre 1958 - 3 settembre 1962)
- Riccardo Di Furia (3 settembre 1962 - 28 marzo 1965)
- Guido Mattucci (29 marzo 1965 - 10 dicembre 1969)
- Luigi Petriccione (10 dicembre 1969 - 15 gennaio 1973)
- Filippo Culcasi (15 gennaio 1973 - 31 gennaio 1980)
- Antonino Barrasso (15 dicembre 1980 - 31 gennaio 1988)
- Massimo Pistilli (1 febbraio 1988 - 4 maggio 1991)
- Calogero Cosenza (2 settembre 1991 - 15 gennaio 1993)
- Fausto Gianni (16 gennaio 1993 - 5 novembre 1995)
- Guido Iadanza (6 novembre 1995 - 29 febbraio 2000)
- Giovanni Troiani (13 marzo 2000 - 29 dicembre 2006)
- Aurelio Cozzani (30 dicembre 2006 - 31 marzo 2009)
- Franco Gabrielli (6 aprile 2009 - 14 maggio 2010)
- Giovanna Maria Rita Iurato (26 maggio 2010 - 5 novembre 2012)
- Francesco Alecci (5 novembre 2012 - 31 ottobre 2016)
- Giuseppe Linardi (2 gennaio 2017 - 21 dicembre 2019)
- Cinzia Teresa Torraco (21 dicembre 2019 - 12 novembre 2023)
- Giancarlo Di Vincenzo (13 novembre 2023 - in carica)